# Ummanz (település)
Ummanz település Németországban, Mecklenburg-Elő-Pomeránia tartományban. Lakosainak száma 551 fő (2023. december 31.).

## Népesség
A település népességének változása:
| Lakosok száma | 573  | 536  | 531  | 551  | 572  | 551  |
|               | 2013 | 2017 | 2019 | 2021 | 2022 | 2023 |